# 文曲星 (品牌)
文曲星是北京金远见电脑技术有限公司推出的一系列电子词典产品的品牌。
第一款文曲星产品在1995年上市，仅具有英汉词典，时间日期等功能,但因其具有便携、翻译功能便利等优点，在市场上大受好评。在后续20多年间，共推出100多款产品型号，新产品上也陆续加入了语音发声、语言编程、彩色屏幕等功能。

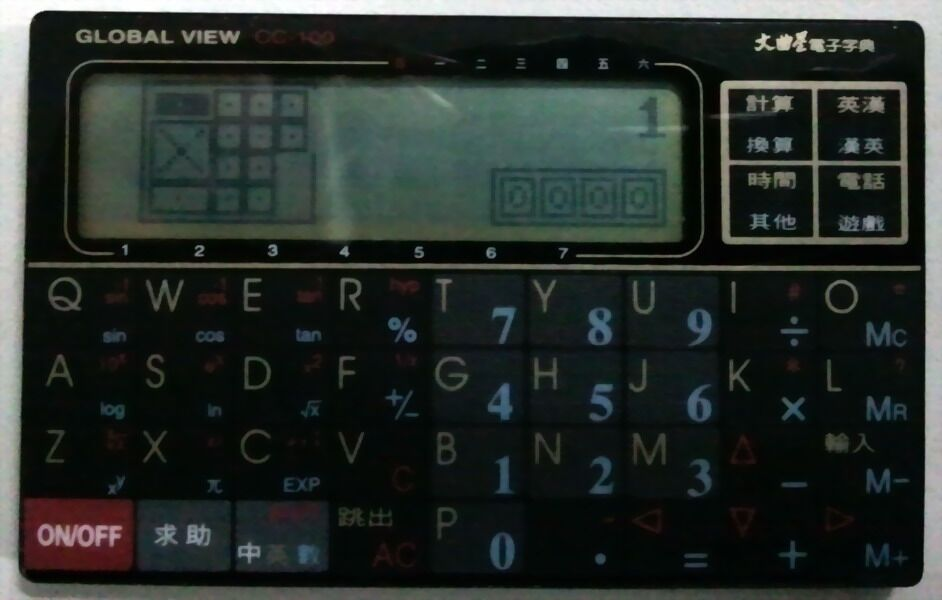
文曲星CC100

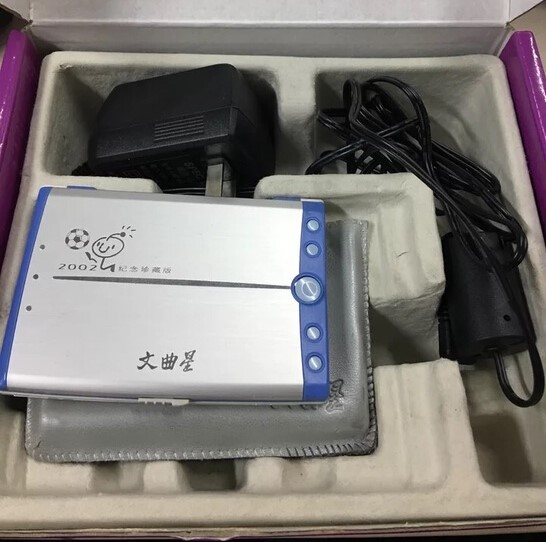
文曲星NC1020（2002年世界杯纪念版）

## 历史
- 1993年，台湾商人周至元创办了北京金远见计算机技术有限公司[3]。
- 1995年3月，北京金远见公司向国家工商总局商标局申请注册“文曲星”商标。
- 1995年10月，第一款文曲星产品CC100型号上市，外观类似一个小巧的卡片式计算器，采用6502处理器，大小和普通银行卡差不多。
- 1996年，PC120型号上市，产品为翻盖式造型。
- 2000年，CC800型号上市，支持GVBASIC语言编程并能直接在机器上运行。产品内置用GVBASIC编写的游戏《GMUD之英雄坛说》。
- 2001年，文曲星系列产品累计销量超过1000万台。[4]
- 2002年，NC1020型号上市，产品带有红外接口，有一键传输名片功能，内置了游戏《GMUD 黄金英雄坛说》[5]。
- 2003年，文曲星系列产品累计销量超过2000万台。
- 2005年，A1000型号上市，是第一款采用彩色TFT-LCD屏幕的产品。
- 2015年，文曲星爱好者自制了在3DS上运行的文曲星CC800模拟器。

## 产品特点
- 轻便性：文曲星产品的重量在100g-200g，比普通纸质的英汉词典轻，便于携带。
- 发音功能：文曲星产品有英文单词发音功能，方便用户学习英文发音。
- 游戏功能：自带黑白棋、推箱子、华容道等游戏，吸引年轻用户。
- 编程功能：支持用Lava、GVBasic所编的程序。[6]